# Gliese 176
Gliese 176 är en röd dvärg i stjärnbilden Oxen. Beräkning baserad på parallaxmätningar med satelliten Hipparcos, anger ett avstånd på cirka 30 ljusår från jorden. En superjord (Gliese 176 b) cirkulerar kring stjärnan.

## Planetsystem
En planet till Gliese 176 tillkännagavs 2008. Observationer av radiell hastighet med Hobby-Eberly-teleskopet (HET) visade en periodicitet på 10,24 dagar, vilket tolkades till att vara orsakat av en planet. Med en semiamplitud på 11,6 m/s, motsvarar dess minsta massa 24,5 jordmassor eller cirka 1,4 Neptunusmassor.
Observationer med HARPS-spektrografen på La Silla har dock inte kunnat bekräfta 10,24-dagars variation. I stället har två andra periodiciteter på 8,78 och 40,0 dagar detekterats, med amplituder inom HET-observationens felmarginal. 40-dagarsvariationen sammanfaller med stjärnans rotationsperiod och orsakas därför av en aktivitet, men den kortare variationsperioden kan inte förklaras av aktivitet och orsakas därför av en planet. Dess semiamplitud på 4,1 m/s motsvarar en minsta massa av 8,4 jordmassor, vilket gör planet till en superjord.
En oberoende studie med observationer med Keck-HIRES kunde inte heller bekräfta 10,24-dagarssignalen. En 8,77-dagars periodicitet - motsvarande den planet som aviserats av HARPS-teamet- upptäcktes med medelhög signifikans, med ansågs inte tillräckligt säker för att ensam kunna göra anspråk på att vara orsakad av en planet.